# Ружичанка
Ружичанка (укр. Ружичанка) — село в Хмельницком районе Хмельницкой области Украины.
Население по переписи 2001 года составляло 1500 человек. Почтовый индекс — 31363. Телефонный код — 382. Занимает площадь 2,7 км². Код КОАТУУ — 6825087301.

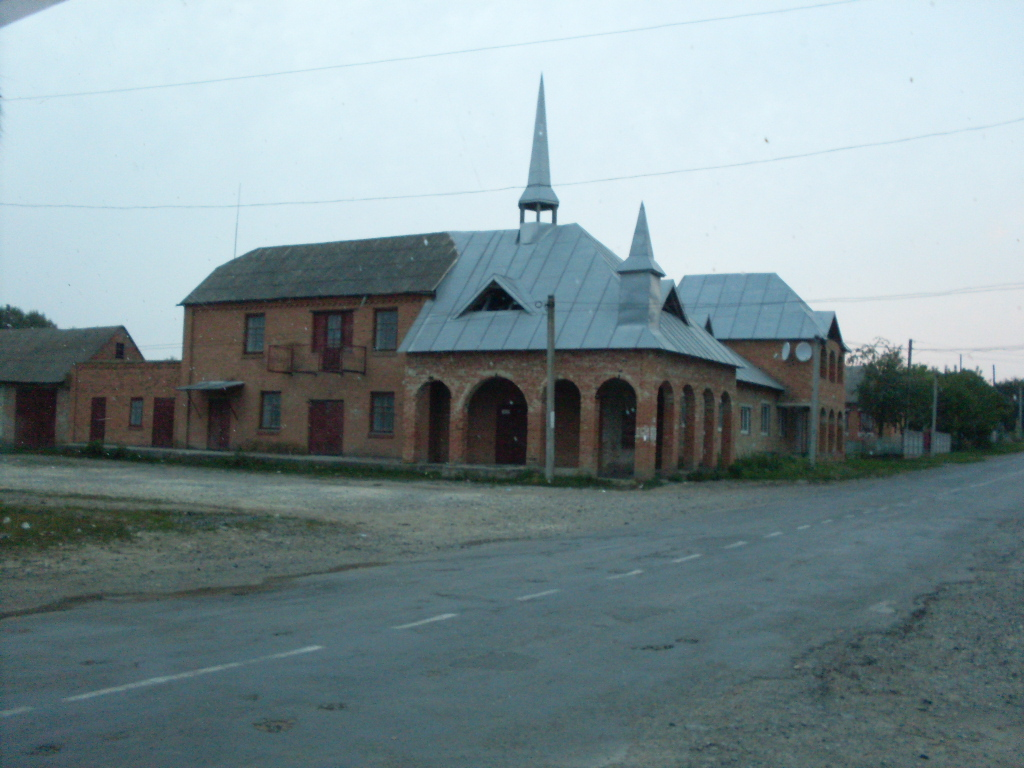

## Местный совет
31363, Хмельницкая обл., Хмельницкий р-н, с. Ружичанка, ул. Центральная, 29